# Batracomorphus acrisius
Batracomorphus acrisius är en insektsart som beskrevs av Knight 1983. Batracomorphus acrisius ingår i släktet Batracomorphus och familjen dvärgstritar. Inga underarter finns listade i Catalogue of Life.